# Художньо-меморіальний музей Олекси Новаківського
Худо́жньо-меморіа́льний музе́й Оле́кси Новакі́вського — музейний заклад художньо-меморіального спрямування, відділ Національного музею імені Андрея Шептицького. Експозиція музею присвячена особі та творчості українського художника Олекси Новаківського (1872–1935).

## Історія створення закладу

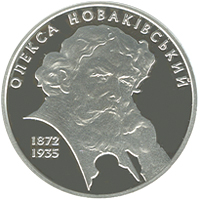
Монета НБУ присвячена Олексі Новаківському

Заклад був створений у березні 1972 року, коли за рішенням ЮНЕСКО культурна й мистецька громадськість міста Львова святкувала 100-літні роковини з дня народження художника. За ініціативи синів художника та підтримки громадсько-культурних діячів  у робітні художника було відкрито Художньо-меморіальний музей Олекси Новаківського. 
Проєкт першої експозиції виконав син художника — архітектор Ярослав Новаківський. Біля входу в музей, на фасаді будівлі  встановлено меморіальну таблицю з горельєфним зображенням Олекси Новаківського (автор — Еммануїл Мисько).  Внутрішні двері вілли оздоблено кольоровими вітражами «Музи художника» (1992) Аскольда Стернюка, а вікно сходової клітки — класичним вітражем «Україна» (1986) Володимира Боднара. А 2010 року у наріжній ніші будинку було встановлено фігуру Богородиці роботи скульптора Романа Петрука.
Піднявшись крутими сходами на другий поверх, ми потрапляємо в майстерню художника, де розгорнуто постійну експозицію музею. Тут можна оглянути основні картини митця й відчути атмосферу його творчої лабораторії, з якої відкривається прекрасний краєвид на Святоюрську гору.

## Приміщення

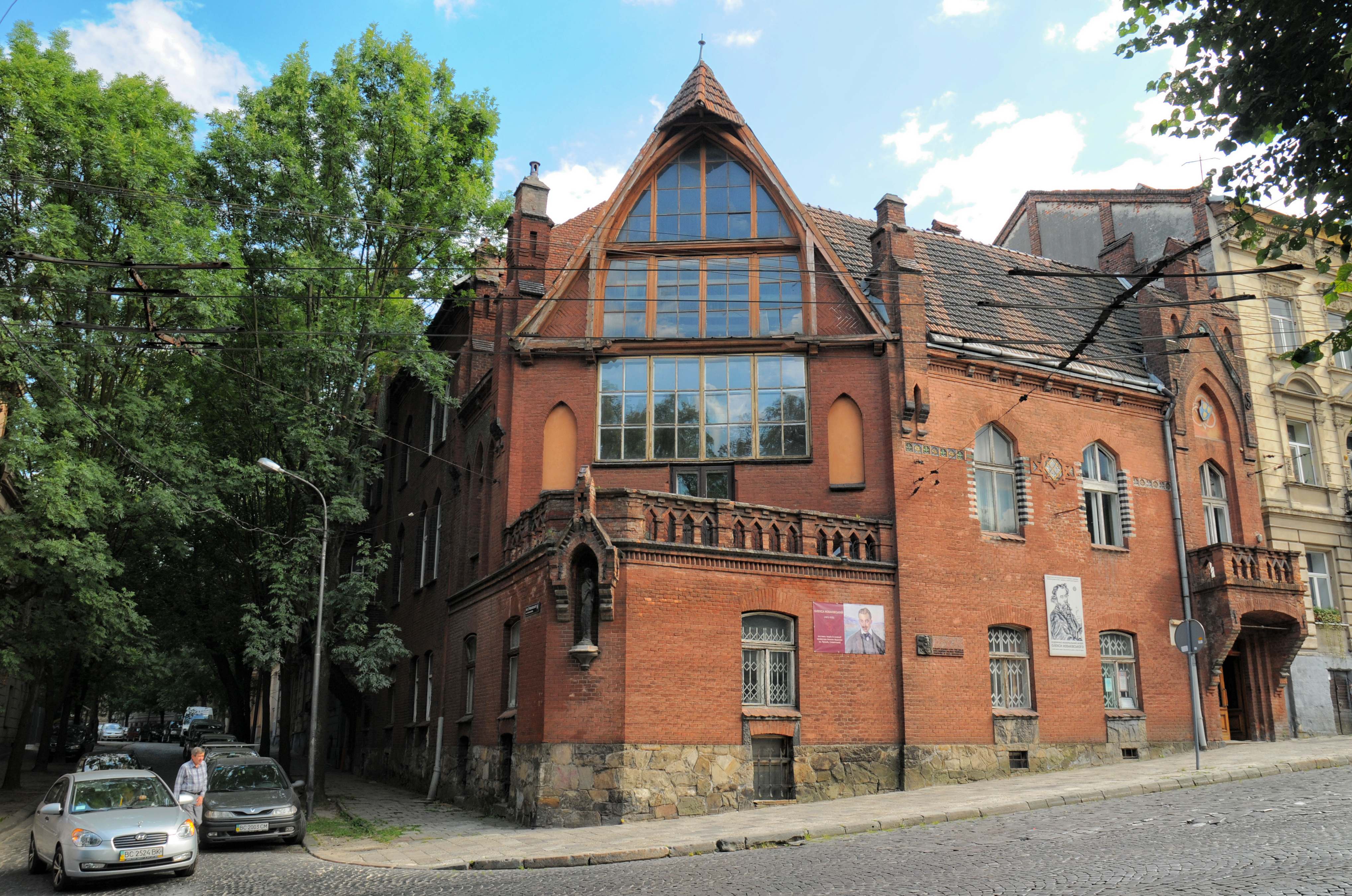

Художньо-меморіальний музей Олекси Новаківського розташований у колишній віллі художника Яна Стики. 
Будинок складається з двох блоків: триповерхового житлового, розміщеного вздовж сучасної  вул. Новаківського, і  майстерні — на вул. Листопадового чину, 11 (нині  — приміщення музею). Вілла споруджена в неороманському стилі за проєктом архітектора Юліана Захаревича , який реалізувала будівельна фірма Івана Левинського. 
1907 року будинок придбав  греко-католицький митрополит, відомий меценат української культури Андрей Шептицький і 1908 року подарував його Національному музеєві у Львові (тоді — Єпархіальному Церковному музеєві). Установа здавала приміщення вілли у винайм, заробляючи таким чином кошти для розвитку інституції, 
1913 року в цьому будинку оселився О. Новаківський, переїхавши з-під Кракова до Львова  на запрошення митрополита А. Шептицького. Працював художник у майстерні на другому поверсі, а мешкав разом з дружиною Анною-Марією Пальмовською (Marianna Rozalia Palmowska)  і  синами Ярославом і Жданом-Олексою в п’яти кімнатах, розміщених поруч. За використання помешкання і робітні, художник зобов'язався передавати до фондів музею свої твори.
З ініціативи та за фінансової підтримки митрополита А. Шептицького в 1923–1935 роках у майстерні художника діяла Мистецька школа Олекси Новаківського.
У ніч проти 29 серпня 1935 року Олекса Новаківський відійшов у вічність...
У 1942–1945 роках у майстерні О. Новаківського працював український скульптор і педагог Нестор Кисілевський (1909–2000), автор гіпсового погруддя А. Шептицького (1937), яке нині належить Національному музеєві. Після Другої світової війни тут містилася майстерня Івана Севери, де він, зокрема, працював над проєктом пам’ятника Іванові Франку.

## Експозиція
Оглядаючи різножанрові  живописні і графічні твори О.Новаківського, які представлені на експозиції музею у творчій робітні митця, ми можемо простежити за зміною образного мислення і письма художника.  О.Новаківський синтезував у своїй малярській праці традиції української формотворчості та модерні здобутки західноєвропейського мистецтва. На розвиток творчого потенціалу О. Новаківського вплинула фахова освіта та культурно-мистецькі, інтелектуальні кола Поділля, Кракова і Львова. Митець володів власним мистецьким стилем. Його динамічні полотна вражають експресією кольору, темпераментністю мазка й багатством тем і образів. У творчих пошуках митець пройшов шлях від імпресіонізму до символіко-експресивного стилю. У творчому доробку митця — портрети, пейзажі, натюрморти, жанрові й історичні полотна, алегоричні композиції і твори на сакральну тематику.
У першій залі представлені його ранні праці «Автопортрет» (1898), «Пейзаж з човном. Соколівка» (1897), імпресіоністичні етюди з Бойківщини і портрети родини Гогульських-Голубовських — «Портрет Леонтини Гогульської» (1900-ті), «Хлопчик з фіалками», «Весняні мряки. Осмолода» (обидва — 1909) — до програмних (етапних) полотен так званого могилянського періоду «Втрачені надії. Визволення» (1903–1908), «Пробудження на тлі розп'яття» (1914). У другій залі показано полотна митця львівського періоду — період 1913–1935 років. В експозиції показані портрети київських і галицьких князів «Ярослав Осмомисл-воїн» (1919), «Святослав Хоробрий» (1919); алегоричні панно «Мистецтво» і «Наука» (1915), які митець створив для Музичної академії; натюрморти «Музика квітів. Каштани і бузок» (1916), «Хризантеми» (1924–1925), кожен з котрих звучить розмаїттям музичних акордів; символічний краєвид «Юр під захід сонця» (1923), а також портрети його сучасників «Олександр Барвінський» (1932), «Сильвестр Голубовський» (1933), «Дружина у задумі» (поч. 1930-х) та «Автопортрет» (1933). Останнім акордом в експозиції музею є незавершений образ О. Новаківського «Мати Милосердя» («Святоюрська Мадонна»), який митець творив для собору Святого Юра у Львові і котрому присвятив увесь останній рік свого життя. Це монументальне полотно могло би стати справжньою окрасою архікатедрального собору Святого Юра та величавою пам'яткою новітнього українського церковного малярства, але, на жаль, так і залишилося недоспіваною піснею Маестро. 
2016 року експозицію музею суттєво доповнено збіркою творів О. Новаківського, яка має не лише культурно-мистецьке, а й історико-меморіальне значення. 23 травня 2016 року в музеї відбулася презентація творів художника з колекції словацького фольклориста та голови Асоціації українців у  Словаччині Миколи Мушинки з міста Пряшева, Словаччина), яку він і його дружина Магда передали в дарунок Національному музеєві у Львові імені Андрея Шептицького.

## Керівництво
Завідувачі:
- Марта Новаківська-Лєщенко (1972—1988),
- Любов Волошин (1988—2015),
- Ірина Різун (від 2016).